# August Schädler

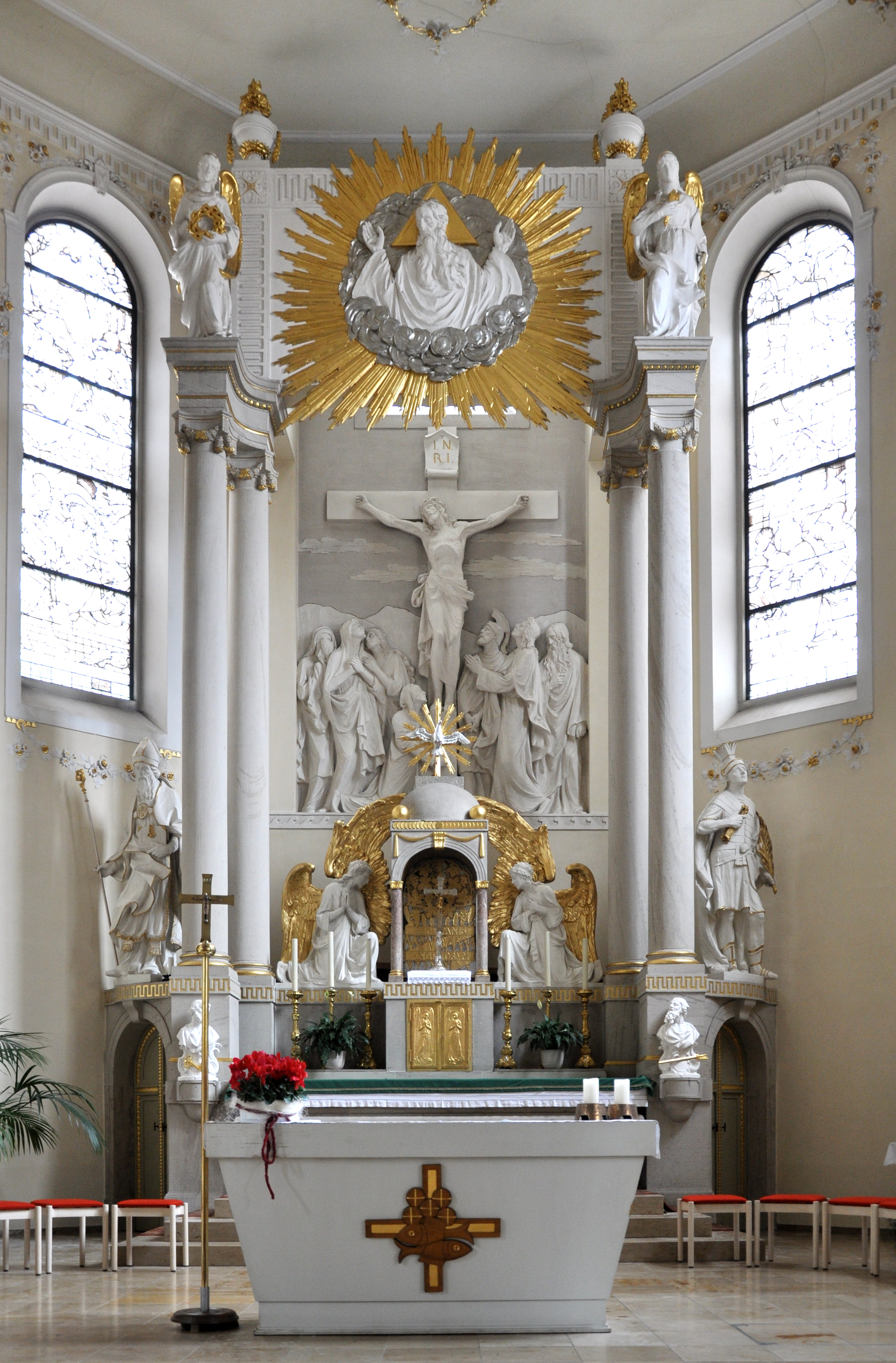
Hochaltar der Pfarrkirche St. Arbogast, Haslach, 1907

August Schädler (* 22. Juni 1862 in Bergatreute; † 28. September 1925 in München) war ein deutscher Bildhauer.

## Leben
Schädler war der Sohn eines Gastwirts. Er lebte seit 1872 in Ratzenried. Ab 1884 studierte er Bildhauerei an der Kunstakademie in München bei Max Widmann und war seit 1887 in Sigmaringen tätig; dort wurde er zum Fürstlich Hohenzollerischen Hofbildhauer ernannt. Um 1905 ging er nach Karlsruhe, wurde Großherzoglich Badischer Hofbildhauer und war von 1908 bis 1910 auch als gelegentlicher Mitarbeiter für die Majolikamanufaktur Karlsruhe tätig. 1914 zog Schädler nach München, wo er 1925 nach längerer Krankheit starb.

## Werke
(Auswahl)

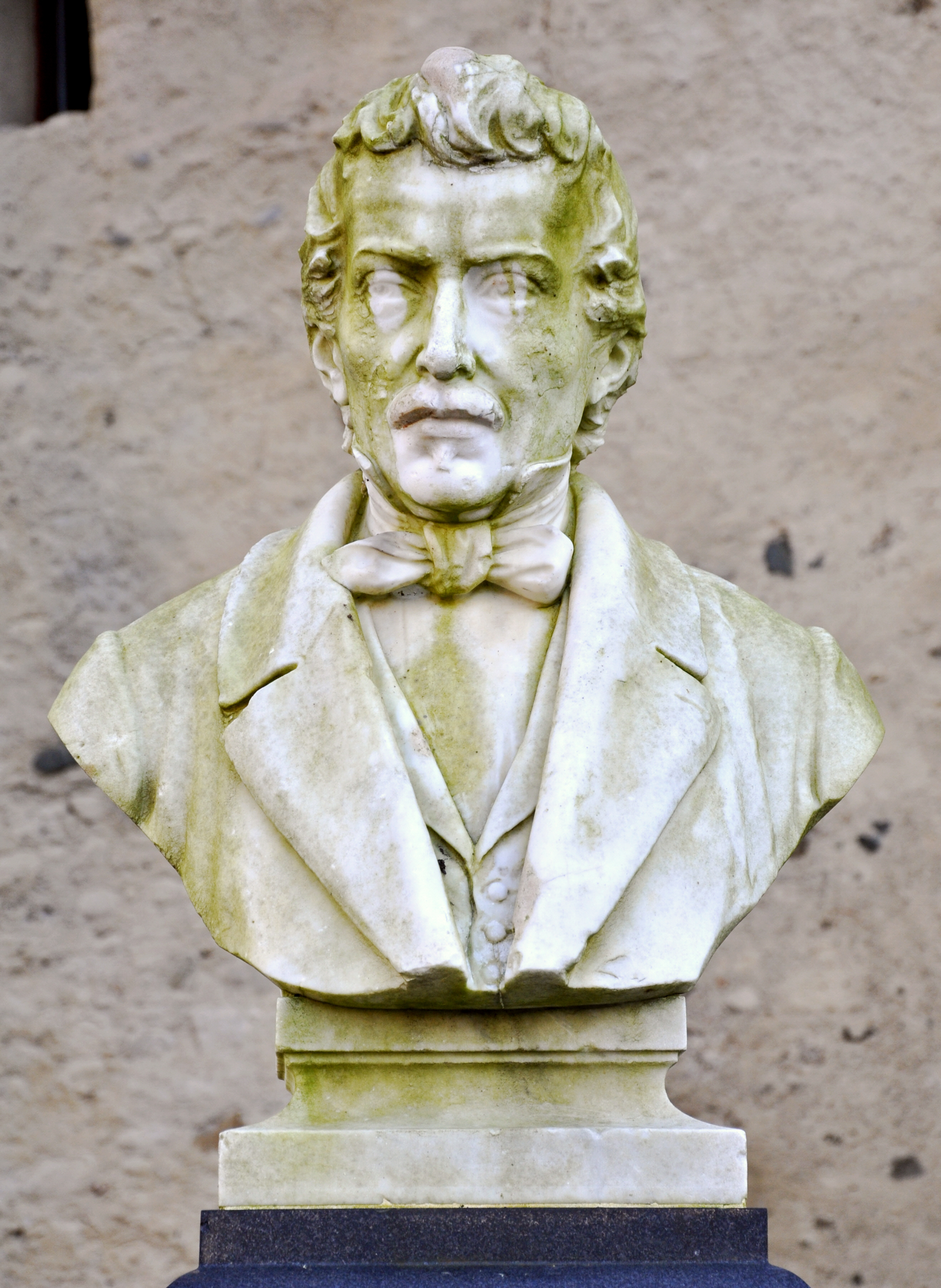
Denkmal für Anton von Gegenbaur, Wangen, 1901

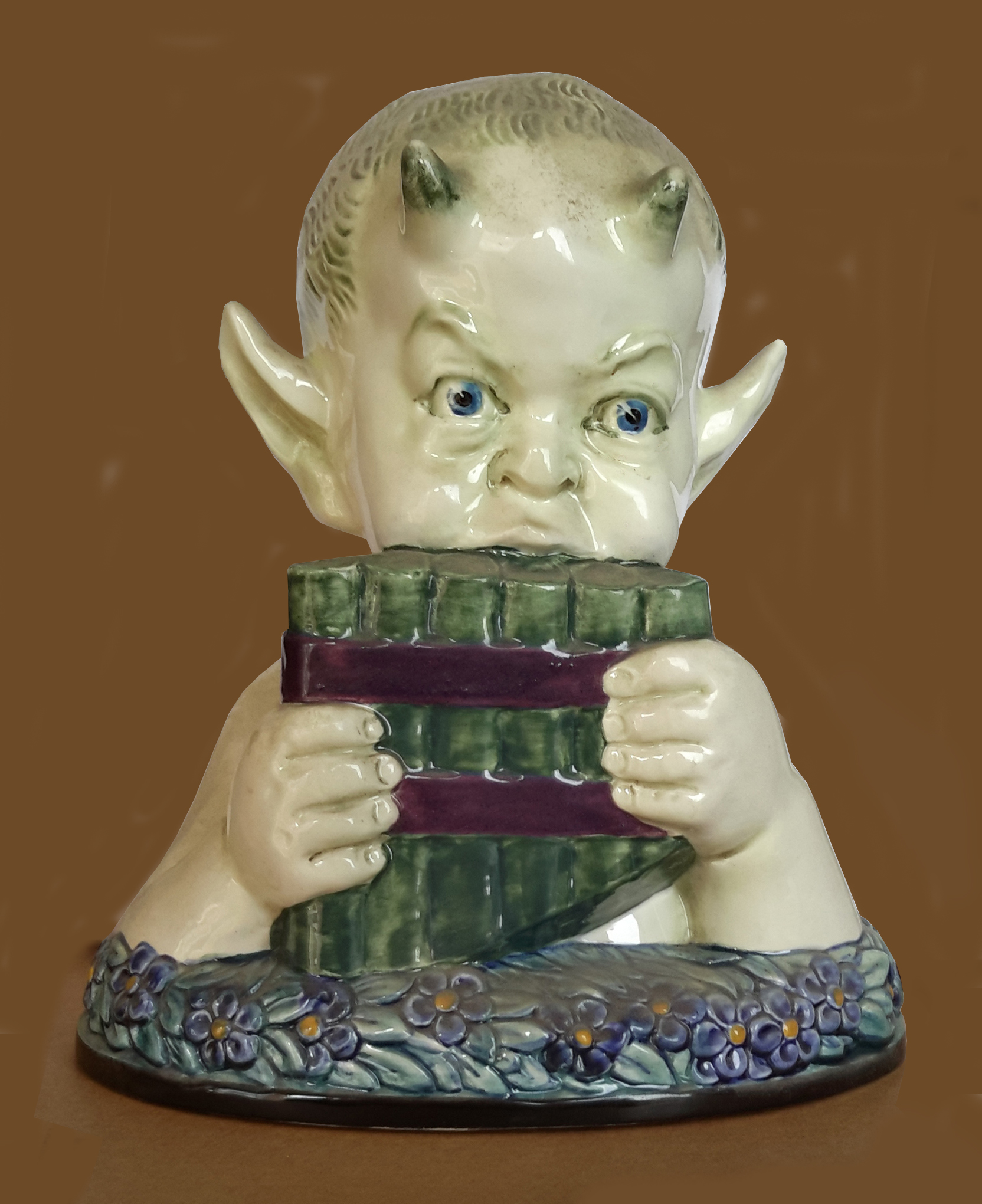
Faunkind mit Panflöte

- Flügelaltar und 6 musizierende Engel, Pfarrkirche St. Nikolaus, Schluchsee, 1895 und 1897[4]
- Denkmal für Anton von Gegenbaur, Wangen im Allgäu, 1901
- Schillerdenkmal auf dem Bürgle in Jungingen, 1905[5]
- Tympanon, Kanzel, Kreuzwegstationen, Kreuzigungsgruppe, Abendmahlgruppe, Apostelfiguren, Pfarrkirche St. Bonifatius, Karlsruhe, 1905–1909[6]
- Hochaltar Pfarrkirche St. Franziskus, Mannheim-Waldhof, 1907  (1953/1954 entfernt)
- Hochaltar, Kanzel und Kreuzwegstationen, Pfarrkirche St. Arbogast, Haslach im Kinzigtal, 1907 (die Kanzel gestiftet von Pfarrer Heinrich Hansjakob)
- Christusfigur, Pfarrkirche St. Franziskus, Mannheim-Waldhof, 1909 (1953/1954 entfernt?)
- Altar, Kirche in Cammin,[7] um 1916
- Kreuzweg, 14 Stationen, Pfarrkirche St. Johannes Nepomuk, Göllheim, 1921

Majolika:
- Mädchen mit Weintraube, 1908[8]
- Weihwasserbecken mit Hl. Christophorus, um 1910[9]
- Faun und Nixe
- Faunkind mit Panflöte, 1910[10]
- Entwürfe zu vier Majolikabrunnen